# CREBBP
La proteína de unión a CREB, también conocido como CREBBP o CBP es una proteína codificada en humanos por el gen CREBBP.

## Función
Este gen esta ubicuamente y está implicado en la co-activación transcripcional de diversos factores de transcripción. El primero fue aislado como una proteína nuclear que se une a proteínas de unión a elementos de respuesta a AMPc (CREB). Este gen es conocido por jugar un papel crítico en el desarrollo embrionario, el control de la proliferación celular y la homeostasis por medio de la reorganización de la cromatina para el reconocimiento de los factores de transcripción. Esta proteína posee una actividad histona acetiltransferasa intrínseca y actúa a su vez como andamio para estabilizar interacciones de proteínas adicionales con el complejo transcripcional. Esta proteína acetila tanto a histonas como a proteínas no histonas. Las CREBBP comparten regiones de una elevada similitud de secuencia con el bromodominio, las regiones ricas en cisteína-histidina y el dominio histona acetiltransferasa de la proteína EP300.

## Importancia clínica

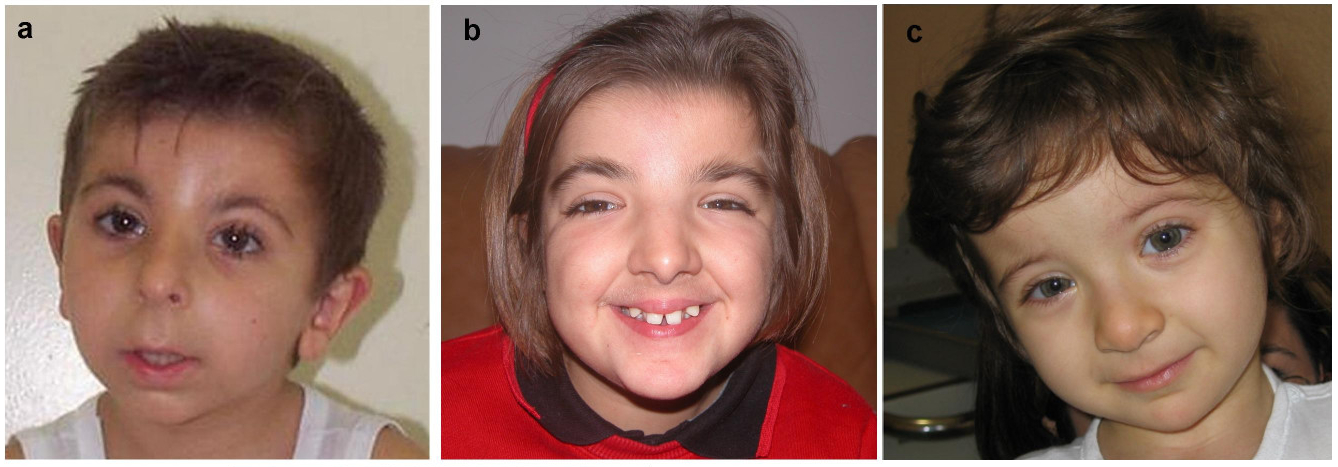
a Paciente 16 (negativo a mutaciones CREBBP); b paciente 17 (c.3715_3716delAA en el gen CREBBP); c paciente 46 (c.4627G>T en el gen CREBBP). Los rasgos faciales típicos del síndrome de Tourette son visibles en los tres pacientes. (Imagen editada del original para eliminar el exceso de espacio en blanco)

Mutaciones en este gen son las causantes del síndrome de Rubinstein-Taybi (RTS).
Se han asociado diversas traslocaciones cromosómicas de este gen con la leucemia mieloide aguda.

## Interacciones
La proteína CREBBP ha demostrado ser capaz de interaccionar con:
| - ATF2 - Receptor de andrógeno - Regulador autoinmune - BRCA1 - C-jun - Tirosina quinasa C-src - Caseína quinasa 2, alfa 1 - Proteínas de unión a CCAAT - CDX2 - CREB1 - CSNK2A2 - CUTL1 - Cdk8 - EBF1 - Receptor de estrógeno alfa - EVI1 - FOXO1 - GLI3 - Receptor de glucocorticoides - Factor nuclear 4 alfa de hepatocito - HIF1A - HIPK2 - HNF1A - HOXB7 - ING1 - KHDRBS1 - KLF13 - KLF4 - Ku70 - MAF - MLL - SMAD1 - MSX1 - MYB - MYBL2 | - MyoD - NCOA6 - NEUROG1 - NFATC4 - NFE2 - NFE2L2 - NCOA1 - NCOA3 - NUP98 - p53 - PCAF - POLR2A - PPARGC1A - Proteína de la leucemia promielocítica - PTMA - RBBP4 - RELA - RPS6KA3 - SERTAD1 - Factor de respuesta sérica - SMARCB1 - SMARCA4 - SREBF1 - SREBF2 - SS18L1 - STAT1 - STAT2 - STAT6 - TCF3 - TGS1 - Timina-DNA glicosilasa - Factor de transcripción II B - TRERF1 - Zif268 |